# Erdélyi Népszava
Erdélyi Népszava szocialista napilap. Első száma 1920. július 4-én jelent meg Nagyváradon, elődjének, a Munkás Újságnak folytatásaként. A folyamatosságot a címlapon a XV. évf. feltüntetése jelzi. A lap megjelenését október 21-én betiltották a hatóságok, de december 5-től Népszava címmel újra megjelent. Utolsó száma: 1920. december 25.

## Szerkesztők, munkatársak, irányvonal
Felelős szerkesztő Rozvány Jenő. Távollétében a lapot szeptember 13-tól Szántó Dezső, majd Gitye László szerkesztette. Az Erdélyi Népszava marxista szemléletű lap volt. Felkarolta a modern irodalmi törekvéseket, népszerűsítette Ady, Móricz Zsigmond, Karinthy Frigyes és mások alkotásait; népszerűsítette a Zord Idő és a Napkelet c. folyóiratokat; helyet adott nagyváradi szerzők (Zsolt Béla, Bárdos László, Körözsi Zoltán) szociális eszmeiségű műveinek; előmozdította a munkás önművelés korszerű formáinak kibontakozását.